# Municipio de Union (condado de Cerro Gordo)
El municipio de Union (en inglés: Union Township) es un municipio ubicado en el condado de Cerro Gordo en el estado estadounidense de Iowa. En el año 2010 tenía una población de 160 habitantes y una densidad poblacional de 1,69 personas por km².

## Geografía
El municipio de Union se encuentra ubicado en las coordenadas 43°2′45″N 93°26′52″O / 43.04583, -93.44778. Según la Oficina del Censo de los Estados Unidos, el municipio tiene una superficie total de 94.68 km², de la cual 94,63 km² corresponden a tierra firme y (0,05 %) 0,05 km² es agua.

## Demografía
Según el censo de 2010, había 160 personas residiendo en el municipio de Union. La densidad de población era de 1,69 hab./km². De los 160 habitantes, el municipio de Union estaba compuesto por el 98,13 % blancos, el 0,63 % eran afroamericanos, el 0,63 % eran amerindios, el 0,63 % eran de otras razas. Del total de la población el 0,63 % eran hispanos o latinos de cualquier raza.